# フランキー・アマヤ
フランキー・アマヤ（Frankie Amaya、2000年9月27日 - ）は、アメリカ合衆国出身のプロサッカー選手。ポジションはMF。リーガMX・デポルティーボ・トルーカFC所属。

## 経歴

### クラブ
2019年1月4日、3年間の大学生活を残してメジャーリーグサッカーとジェネレーション・アディダス契約を結んだ。2019年1月11日、MLSスーパードラフトでFCシンシナティに総合1位指名された。
2019年3月30日、フィラデルフィア・ユニオン戦でハーフタイムから途中出場しプロデビューを飾った。

### 代表
2018年3月21日のU-20フランス代表戦でU-20アメリカ合衆国代表デビュー。同年11月にはCONCACAF U-20選手権参加メンバーにも選出された。

## 人物
両親は共にメキシコ人。